# Coeloscleritophora
Die Coeloscleritophora sind eine ausgestorbene möglicherweise polyphyletische Klasse des Tierreichs, die während des Kambriums lebte. Ihre taxonomische Stellung ist umstritten.

## Beschreibung und Etymologie
Das Wesensmerkmal der Tierklasse sind die Coeloskleriten, die innen hohl waren, aus Aragonit bestanden und eine charakteristische Mikrostruktur besaßen. Daher auch ihre wissenschaftliche Bezeichnung, die als Coeloskleriten-Träger wiedergegeben werden kann (von Altgriechisch φóρος (phóros) tragend, bringend. Coelosklerit ist seinerseits vom Altgriechischen κοῖλος (koilos) hohl und σκληρός (sklēros) hart abgeleitet.
Das Skelett der Coeloscleritophora weist Übereinstimmungen mit dem der Mollusken auf und auch das zur Klasse gehörende Taxon Halkieria zeigt große Ähnlichkeiten mit den Käferschnecken (Polyplacophora). Die Schalen von Mollusken und Coeloscleritophora haben sich womöglich auf ähnliche Weise gebildet. Dennoch bestehen mehrere Gründe, diese rein äußerliche Übereinstimmung anzuzweifeln.

## Vorkommen
Coeloscleritophora sind ein gängiger Bestandteil innerhalb der SSF-Faunengemeinschaft des Unterkambriums.

## Taxonomie
Die Coeloscleritophora werden ihrerseits von zwei Familien aufgebaut – den Chancelloriidae und den Halkieriidae. Auch die Familien der  Sachitidae und der Siphogonuchitidae werden mit der polyphyletischen Klasse in Verbindung gebracht. Zu den Halkieriiden zählen die Taxa Halkieria und Wiwaxia. Angeblich soll das Fossil Ausia aus dem Ediacarium eine Mittlerstellung zwischen den beiden Familien der Chancelloriidae und der Halkieriidae einnehmen.